# Campeonato Asiático de Atletismo de 2015 - 5000 m masculino
A prova dos 5000 metros masculino do Campeonato Asiático de Atletismo de 2015 foi disputada no dia 4 de junho de 2015 no Wuhan Stadium em Wuhan, na China. 

## Recordes
Antes desta competição, os recordes mundiais e do campeonato nesta prova eram os seguintes:
|                       | Nome                | Nacionalidade | Tempo      | Local       | Data                |
| --------------------- | ------------------- | ------------- | ---------- | ----------- | ------------------- |
| Recorde mundial       | Kenenisa Bekele     | Etiópia       | 12m 37s 35 | Hengelo     | 31 de maio de 2004  |
| Recorde do campeonato | Dejenee Mootumaa    | Bahrein       | 13m 39s 71 | Kobe        | 9 de julho de 2011  |
| Recorde asiático      | Albert Kibichii Rop | Bahrein       | 12m 51s 96 | Fontvieille | 19 de julho de 2013 |

Os seguintes recordes foram estabelecidos durante esta competição:
| Data       | Evento | Atleta           | Nacionalidade | Tempo      | Notas                 |
| ---------- | ------ | ---------------- | ------------- | ---------- | --------------------- |
| 4 de junho | Final  | Mohamad Al-Garni | Catar         | 13m 34s 47 | Recorde do campeonato |

## Medalhistas
| Ouro                   | Prata                     | Bronze                    |
| Mohamad Al-Garni (QAT) | Albert Kibichii Rop (BHR) | Govindan Lakshmanan (IND) |

## Cronograma
Todos os horários são locais (UTC+8)
| Data       | Hora  | Evento |
| ---------- | ----- | ------ |
| 4 de junho | 17:25 | Final  |

## Final
A final da prova ocorreu dia 4 de julho às 17:25. 
| Posição           | Atleta                   | Nacionalidade | Tempo    | Notas                 |
| ----------------- | ------------------------ | ------------- | -------- | --------------------- |
| Medalha de ouro   | Mohamad Al-Garni         | Catar         | 13:34.47 | Recorde do campeonato |
| Medalha de prata  | Albert Kibichii Rop      | Bahrein       | 13:35.26 |                       |
| Medalha de bronze | Govindan Lakshmanan      | Índia         | 13:36.62 |                       |
| 4                 | Naohiro Domoto           | Japão         | 13:38.98 |                       |
| 5                 | Duo Bujie                | China         | 13:55.58 |                       |
| 6                 | Andrey Petrov            | Uzbequistão   | 14:17.48 |                       |
| 7                 | Shin Hyun-su             | Coreia do Sul | 14:17.60 |                       |
| 8                 | Chaminda Indika Wijekoon | Sri Lanka     | 14:23.77 |                       |
| 9                 | Lal Bahadur Thapa        | Nepal         | 14:43.27 |                       |
| 10 !              | Bilisuma Shugi           | Bahrein       | DNF      |                       |
| 11 !              | Abdullah Al-Qwbani       | Iêmen         | DNS      |                       |
| 11 !              | Abdullaziz Al-Abdi       | Iêmen         | DNS      |                       |

Legenda
| Recorde mundial       | Recorde mundial (World record)               |                       | Recorde africano                      | Recorde africano (African) |                                           | Q | Classificado por posição (Qualified) |
| Recorde do campeonato | Recorde do campeonato (Championship record)  | Recorde da América    | Recorde da América (Americas)         | q                          | Classificado por melhor tempo (Qualified) |   |                                      |
| Melhor marca do ano   | Melhor marca do ano (World leading)          | Recorde asiático      | Recorde asiático (Asian)              | DNS                        | Não largou (Did not start)                |   |                                      |
| Recorde nacional      | Recorde nacional (National record)           | Recorde europeu       | Recorde europeu (European)            | DNF                        | Não terminou (Did not finish)             |   |                                      |
| Recorde pessoal       | Recorde pessoal do atleta (Personal best)    | Recorde da Oceania    | Recorde da Oceania (Oceania)          | DSQ / DQ                   | Desclassificado (Disqualified)            |   |                                      |
| Recorde da temporada  | Recorde da temporada do atleta (Season best) | Recorde sul-americano | Recorde sul-americano (South America) | NM                         | Sem marca (No mark)                       |   |                                      |